# Amphilius platychir
Вусач гірський ( Amphilius platychir ) — вид риб роду Amphilius. Його довжина досягає 9,2 см. 
Включає два підвиди: Amphilius platychir platychir, що зустрічається у верхніх притоках річок Сенегал, Нігер, Гамбія, Корубал, Конкуре та Літтл Скаркіс у Західній Африці, і Amphilius platychir marmoratus, що зустрічається в річках Лофа, Сент-Пол, і Кавалла в південно-східній Гвінеї . 